# Jetsün Chökyi Gyeltshen
| Tibetische Bezeichnung                                 |
| ------------------------------------------------------ |
| Wylie-Transliteration: rje btsun chos kyi rgyal mtshan |
| Chinesische Bezeichnung                                |
| Vereinfacht: 极尊却吉坚赞大师                          |
| Pinyin:Jizun Queji Jianzan dashi                       |

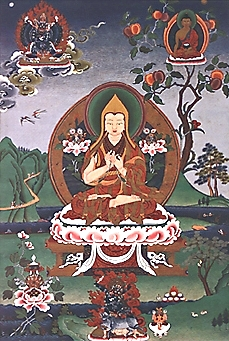
Tsongkhapa in der Fünften Vision des Khedrub Je

Jetsün Chökyi Gyeltshen (tib. rJe-btsun Chos-kyi rGyal-mtshan; geb. 1469; gest. 1544), oder kurz Jetsünpa, war ein Gelehrter und Logiker der Gelug-Tradition des tibetischen Buddhismus. Er schrieb Textbücher, die in den Klöstern Ganden und Sera verwendet werden.
Elijah Sacvan Ary hat Jetsün Chökyi Gyeltshens Aufstieg und seine Geheim-Biographie von Khedrub Geleg Pelsang in neuerer Zeit untersucht.
Jetsünpas Schüler Khedrub Gendün Tenpa Dargye (mkhas grub dge 'dun bstan pa dar rgyas; 1493–1568) ist ebenfalls Verfasser eines in der Klosterfakultät Sera Me (se ra smad grwa tshang) bis heute verwendeten Textbuches.

## Werke
- Geheim-Biographie von Khedrub Geleg Pelsang
- grub mtha'i rnam bzhag